# Andal
Andal é uma poetisa indiana, com obra escrita em tâmil (dialeto indiano). É uma dos doze Alvars, e a única mulher.